# Bisectoare

Desenarea bisectoarei unui unghi folosind rigla și compasul.

Bisectoarea unui unghi este semidreapta cu originea în vârful unghiului, care împarte acest unghi în alte două unghiuri de măsuri egale.

## Proprietăți
- Orice punct de pe bisectoare se află la egală distanță de laturile unghiului, proprietate obținută pe baza definiției bisectoarei;

### Concurența bisectoarelor unui triunghi
- În orice triunghi bisectoarele sunt concurente (conform reciprocei teoremei lui Ceva) în centrul cercului înscris triunghiului.

### Alte proprietăți
- În orice triunghi bisectoarea unui unghi împarte latura opusă unghiului în segmente de lungimi cu un anumit raport conform teoremei bisectoarei;

- În orice romb, diagonalele sunt și bisectoare.

## Lungimea bisectoarelor unui triunghi

În această diagramă, BD:DC = BA:CA.

Lungimea {\displaystyle b_{a}} a unei bisectoare a unui triunghi în funcție de laturile unghiului bisecționat b, c și cosinusul măsurii A/2 a acestui semiunghi e:
{\displaystyle b_{a}={\frac {2bc}{b+c}}\cos {\frac {A}{2}}.}
Egalitatea se poate obține dintr-o egalitate de arii a triunghiului ABC cu cele ale triunghiurilor determinate de bisectoarea unghiului A pe latura opusă.
Dacă bisectoarea internă a unghiului A în orice triunghi ABC cu lungimea {\displaystyle b_{a}} divide latura opusă unghiului in segmente de lungimi m și n, atunci
{\displaystyle b_{a}^{2}+mn=bc}
unde b, c sunt laturi opuse vârfurilor B și C; iar latura a opusă lui A e împărțită în raportul b:c = m:n.
Egalitatea se obține folosind teorema lui Stewart și teorema bisectoarei. Din expresia teoremei bisectoarei {\displaystyle {\frac {BD}{CD}}={\frac {AB}{AC}}} sau {\displaystyle {\frac {m}{n}}={\frac {c}{b}}} se obține o egalitate de produse de lungimi {\displaystyle AB*CD=AC*BD} sau {\displaystyle mb=nc}, care se substituie în expresia teoremei lui Stewart {\displaystyle a(b_{a}^{2}+mn)=b^{2}m+c^{2}n.\,}
Partea dreaptă a egalității din teorema lui Stewart devine după substituire:
{\displaystyle b^{2}m+c^{2}n=bmb+cnc=cn(b+c)}
Pentru substituire este necesară și exprimarea sumei lungimilor laturilor b și c tot pe baza teoremei bisectoarei.
{\displaystyle b+c=b+{\frac {m}{n}}b=b{\frac {m+n}{n}}={\frac {b}{n}}a}
După substituire {\displaystyle cn(b+c)=cn{\frac {b}{n}}a=cba}
Egalizarea cu partea stângă dă:
{\displaystyle a(b_{a}^{2}+mn)=cba}
Lungimea laturii a apărând în ambii membri ai egalității aceasta se împarte cu a rezultând egalitatea enunțată.
Dacă bisectoarele interne ale unghiurilor A, B, and C au lungimile {\displaystyle b_{a},b_{b},} and {\displaystyle b_{c}}, atunci
{\displaystyle {\frac {(b+c)^{2}}{bc}}b_{a}^{2}+{\frac {(c+a)^{2}}{ca}}b_{b}^{2}+{\frac {(a+b)^{2}}{ab}}b_{c}^{2}=(a+b+c)^{2}.}

## Ecuații în geometria analitică

### În plan
În geometria analitică se pot scrie ecuațiile celor două bisectoare (internă și externă, perpendiculare între ele) ale unghiului determinat de două drepte de ecuații carteziene:
{\displaystyle (d_{1})\;\;A_{1}x+B_{1}y+C_{1}=0,}
{\displaystyle (d_{2})\;\;A_{2}x+B_{2}y+C_{2}=0.}
Ecuațiile celor două bisectoare sunt:
{\displaystyle {\frac {A_{1}x+B_{1}y+C_{1}}{\sqrt {A_{1}^{2}+B_{1}^{2}}}}={\frac {A_{2}x+B_{2}y+C_{2}}{\sqrt {A_{2}^{2}+B_{2}^{2}}}},}
{\displaystyle {\frac {A_{1}x+B_{1}y+C_{1}}{\sqrt {A_{1}^{2}+B_{1}^{2}}}}=-{\frac {A_{2}x+B_{2}y+C_{2}}{\sqrt {A_{2}^{2}+B_{2}^{2}}}}.}

### În spațiu
Se consideră dreptele de ecuații:
{\displaystyle {\frac {x-a}{l_{1}}}={\frac {y-b}{m_{1}}}={\frac {z-c}{n_{1}}},}
{\displaystyle {\frac {x-a}{l_{2}}}={\frac {y-b}{m_{2}}}={\frac {z-c}{n_{2}}}.}
Atunci ecuațiile parametrice ale bisectoarelor unghiului determinat de acestea sunt:
{\displaystyle x=a+\left({\frac {l_{1}}{D_{1}}}\pm {\frac {l_{2}}{D_{2}}}\right)\cdot t,}
{\displaystyle y=b+\left({\frac {m_{1}}{D_{1}}}\pm {\frac {m_{2}}{D_{2}}}\right)\cdot t,}
{\displaystyle z=c+\left({\frac {n_{1}}{D_{1}}}\pm {\frac {n_{2}}{D_{2}}}\right)\cdot t,}
unde:
{\displaystyle D_{1}={\sqrt {l_{1}^{2}+m_{1}^{2}+n_{1}^{2}}},}
{\displaystyle D_{2}={\sqrt {l_{2}^{2}+m_{2}^{2}+n_{2}^{2}}}.}

### În geometria triunghiului
Se consideră triunghiul ABC, dat prin coordonatele vârfurilor: {\displaystyle A(x_{1},y_{1}),B(x_{2},y_{2}),C(x_{3},y_{3})} și cu lungimile laturilor a, b, c.
Atunci ecuațiile bisectoarelor vârfului A sunt:
{\displaystyle {\frac {\begin{vmatrix}x&y&1\\x_{3}&y_{3}&1\\x_{1}&y_{1}&1\end{vmatrix}}{b}}\pm {\frac {\begin{vmatrix}x&y&1\\x_{1}&y_{1}&1\\x_{2}&y_{2}&1\end{vmatrix}}{c}}=0,}
unde semnele {\displaystyle +} și {\displaystyle -} se referă la bisectoarea exterioară, respectiv interioară, corespunzătoare unghiului A.
Ecuații similare se obțin și pentru bisectoarele unghiurilor B și C.